# میلوم
longitudeمیلومlatitudeمیلوم
میلوم (به انگلیسی: Millom) یک شهرک در بریتانیا است که در انگلستان واقع شده‌است.

## خصوصیات
میلوم ۷٬۱۳۲ نفر جمعیت دارد.